# قائمة مصافي البترول في السعودية
هذه هي قائمة مصافي البترول في السعودية.
تسعى السعودية إلى رفع القدرة التكريرية إلى 8 ملايين برميل قبل نهاية عام 2025م. وبحلول عام 2030م، يتوقع أن تصبح من كبار مصدري منتجات النفط المكررة مثل البنزين والديزل ووقود الطائرات.
وتملك شركة أرامكو السعودية التي تديرها الدولة مصافي محلية ودولية تبلغ طاقتها التكريرية 4.9 ملايين برميل في اليوم من خلال ملكية كاملة أو من خلال حصص مشاركة، يبلغ نصيبها منها 2.6 مليون برميل في اليوم، مما يجعلها سادس أكبر منتج للمنتجات المكررة.
السعودية تصدر مئات الآلاف من الأطنان من المنتجات المكررة شهريا إلى أوروبا وآسيا، كما أنها تزود الإمارات بوقود الطائرات والكويت والبحرين بالبنزين. وبلغت صادرات المنتجات المكررة للمملكة في أغسطس 2014 1.023 مليون برميل يوميا، وهو أعلى مستوى لها منذ العام 2002. وبحلول عام 2018-2019 سيبلغ إنتاج السعودية ثلثين من المنتجات النفطية المكررة الثلث والباقي من البترول الخام.
| اسم المصفاة           | الموقع    | سعة التكرير                                 | المالك               | ملاحظات                            | مراجع |
| --------------------- | --------- | ------------------------------------------- | -------------------- | ---------------------------------- | ----- |
| مصفاة راس تنورة       | رأس تنورة | 550,000 ألف برميل يومياً، (87000 م3 / يومياً) | أرامكو               |                                    |       |
| مصفاة رابغ            | رابغ      | 325 ألف برميل في اليوم                      | أرامكو / سوميتومو    |                                    |       |
| مصفاة ينبع سامرف      | ينبع      | 400 ألف برميل يومياً، (64000 م3 / يومياً)     | أرامكو / إكسون موبيل |                                    |       |
| مصفاة الجبيل (ساتورب) | الجبيل    | 400 ألف برميل يومياً، (64000 م3 / يومياً)     | أرامكو / توتال       |                                    |       |
| مصفاة ينبع (ياسرف)    | ينبع      | 400 ألف برميل يومياً، (64000 م3 / يومياً).    | أرامكو / سينوبك      | بدأت تصدير منتجاتها في يناير 2015. | [ 2 ] |
| مصفاة جازان           | جازان     | 400 ألف برميل يومياً، (64000 م3) / يومياً     | أرامكو               |                                    | .     |
| مصفاة الجبيل (ساسرف)  | الجبيل    | 305,000 برميل يومياً، (48500 م3 / يومياً)     | أرامكو / شل          |                                    |       |
| مصفاة ينبع            | ينبع      | 240 ألف برميل في اليوم                      | أرامكو               |                                    | [ 4 ] |
| مصفاة الرياض          | الرياض    | 130,000 برميل في اليوم                      | أرامكو               |                                    | [ 5 ] |